# Gastrocopta riograndensis
Gastrocopta riograndensis är en snäckart som först beskrevs av Henry Augustus Pilsbry 1916.  Gastrocopta riograndensis ingår i släktet Gastrocopta och familjen puppsnäckor. Inga underarter finns listade i Catalogue of Life.